# بندازش بره
بندازش بره (انگلیسی: Shake It Off) ترانه‌ای از خواننده-ترانه‌سرای آمریکایی تیلور سوئیفت است. این ترانه را سوئیفت و تهیه‌کننده‌گانش مکس مارتین و شلبک نوشته‌اند. «بندازش بره» یک اثر دنس پاپ آپ‌تمپو است که شامل یک لاین ساکسوفون در تولیدش است. متن ترانه دربارهٔ بی‌توجهی سوئیفت نسبت به بدخواهانش و نگاه منفی آنها به تصویر عمومی‌اش است. این ترانه تک‌آهنگ آغازین پنجمین آلبوم استودیویی‌اش، ۱۹۸۹ (۲۰۱۴) بود که سوئیفت به عنوان نخستین آلبوم پاپ خود، آن را به بازار عرضه کرد. ترانه در ۱۹ اوت ۲۰۱۴ توسط بیگ مشین رکوردز برای دانلود دیجیتالی در سراسر جهان منتشر شد.
این تک‌آهنگ در چارت‌های ایران، استرالیا، آمریکا و نیوزلند در رتبه اول و در چارت‌های، اسکاتلند، نروژ، اسپانیا، دانمارک، فنلاند، سوئد، اتریش، بریتانیا جزو ده ترانه اول قرار گرفت. این قطعه در دومین دور از مسابقات موسیقی آی هارت ریدیو نیز به عنوان بهترین آهنگ سال شناخته شد.